# Juan-Fernández-Ziege

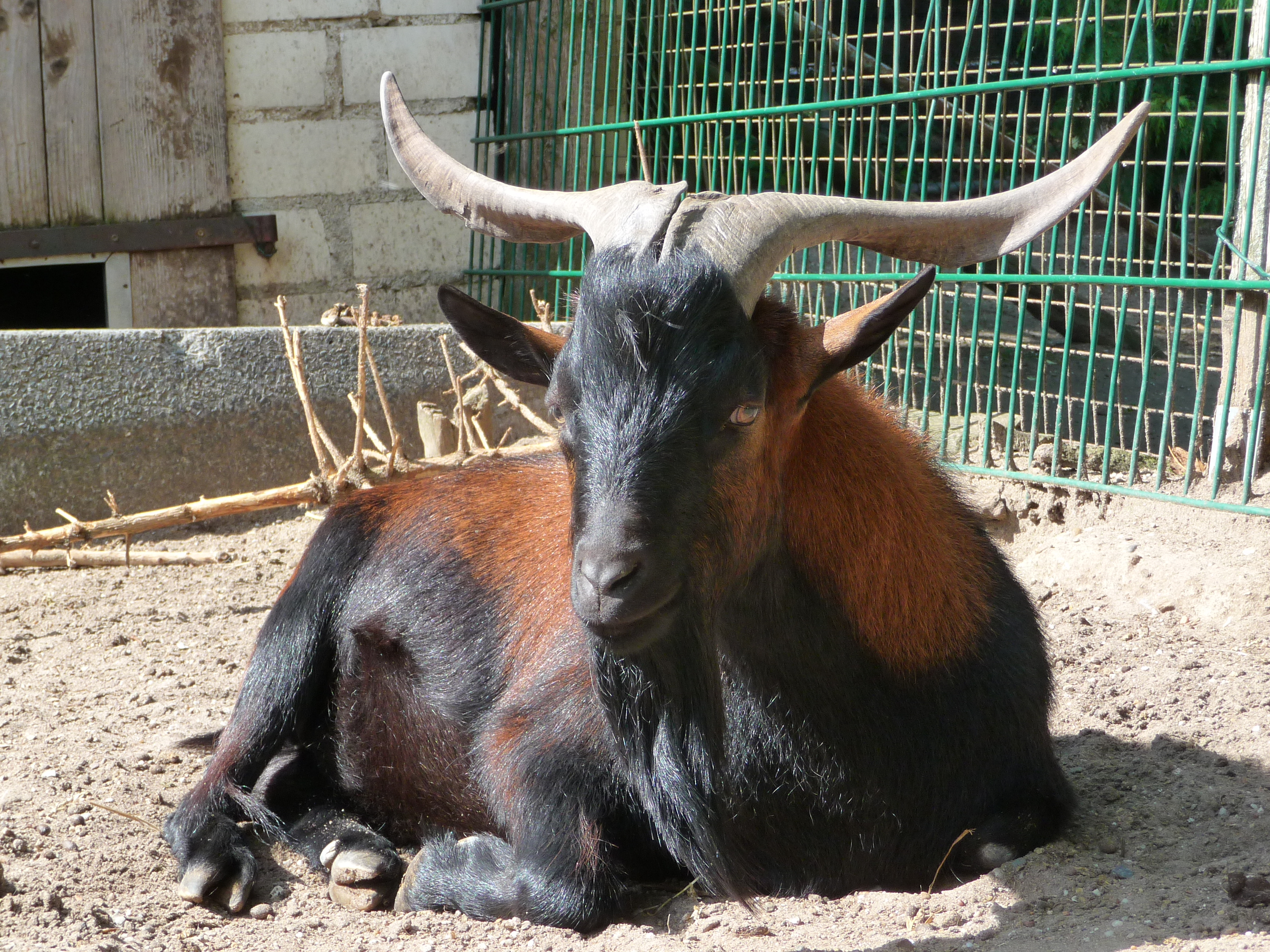
Bock der Juan-Fernández-Ziege

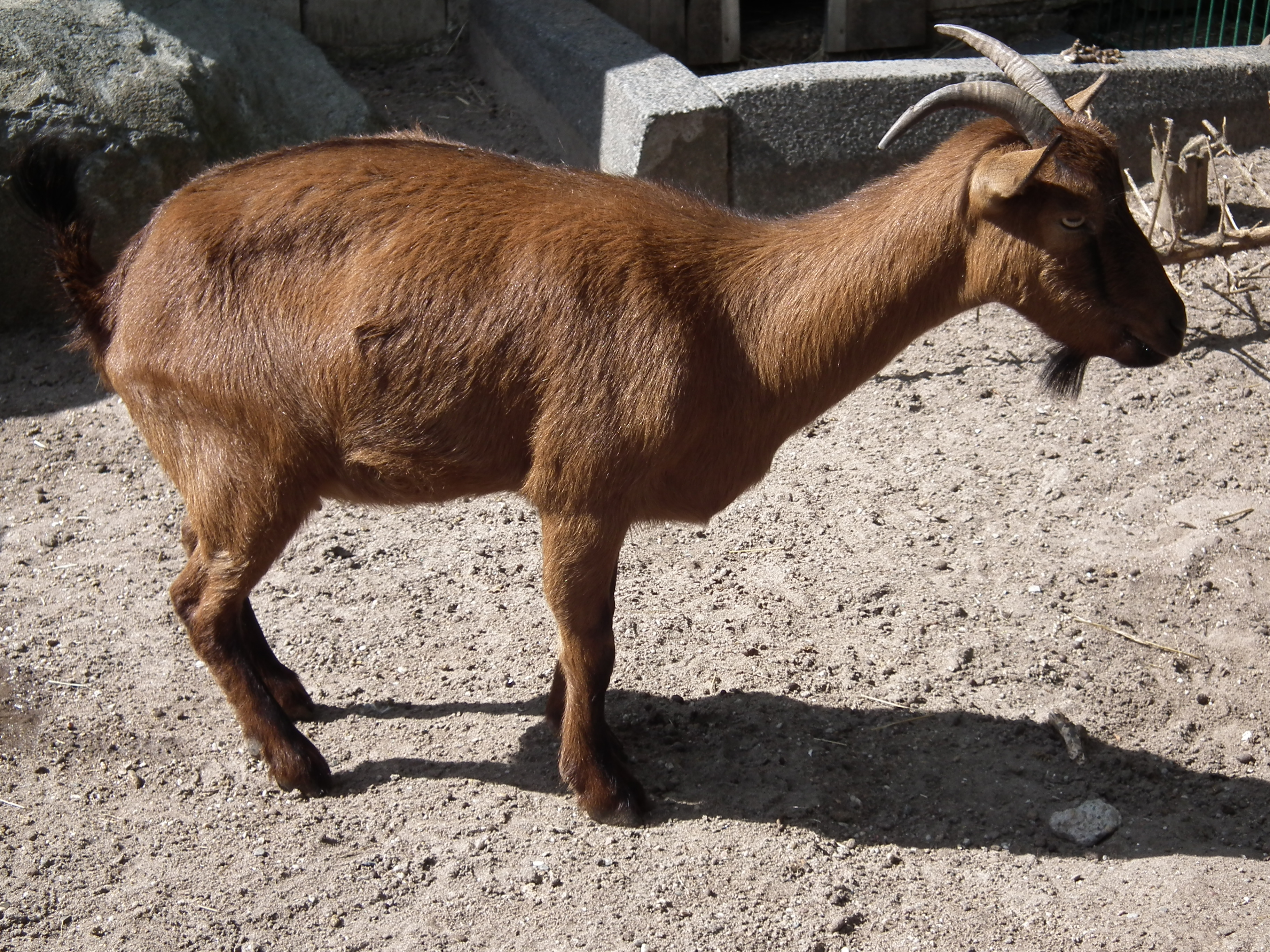
Juan-Fernández-Zicke

Die Juan-Fernández-Ziege ist eine verwilderte Hausziege auf dem Juan-Fernández-Archipel vor der chilenischen Küste im Pazifik.

## Geschichte
Der spanische Seefahrer Juan Fernández ließ 1564 einige Hausziegen als Proviantreserve auf den Inseln zurück, aus denen sich nach wenigen Generationen eine neue Rasse entwickelte.
Dem schottischen Seemann Alexander Selkirk, der von 1704 bis 1709 als Einsiedler auf der Isla Más a Tierra leben musste, lieferten die verwilderten Ziegen Fleisch, Milch und Leder, wodurch er die fünf Jahre in der Wildnis überleben konnte.
Heute gibt es etwa 3000 Ziegen auf der Insel, welche die Umwelt schädigen und deswegen stark bejagt werden. Deswegen sind die Tiere sehr scheu.
In Deutschland sind diese Ziegen derzeit (Mai 2021) in fünf zoologischen Einrichtungen zu sehen, darunter im Haustierpark Werdum (Ostfriesland), im Haustierpark Lelkendorf und im Naturerlebnis Uckermark (Prenzlau).

## Beschreibung
Die Juan-Fernández-Ziegen sind kleine rotbraune Ziegen mit einem schwarzen Aalstrich auf dem Rücken. Es kommen aber auch gefleckte und schwarze Tiere vor. Erwachsene Böcke tragen große, gewundene Hörner.